# Robert Förster

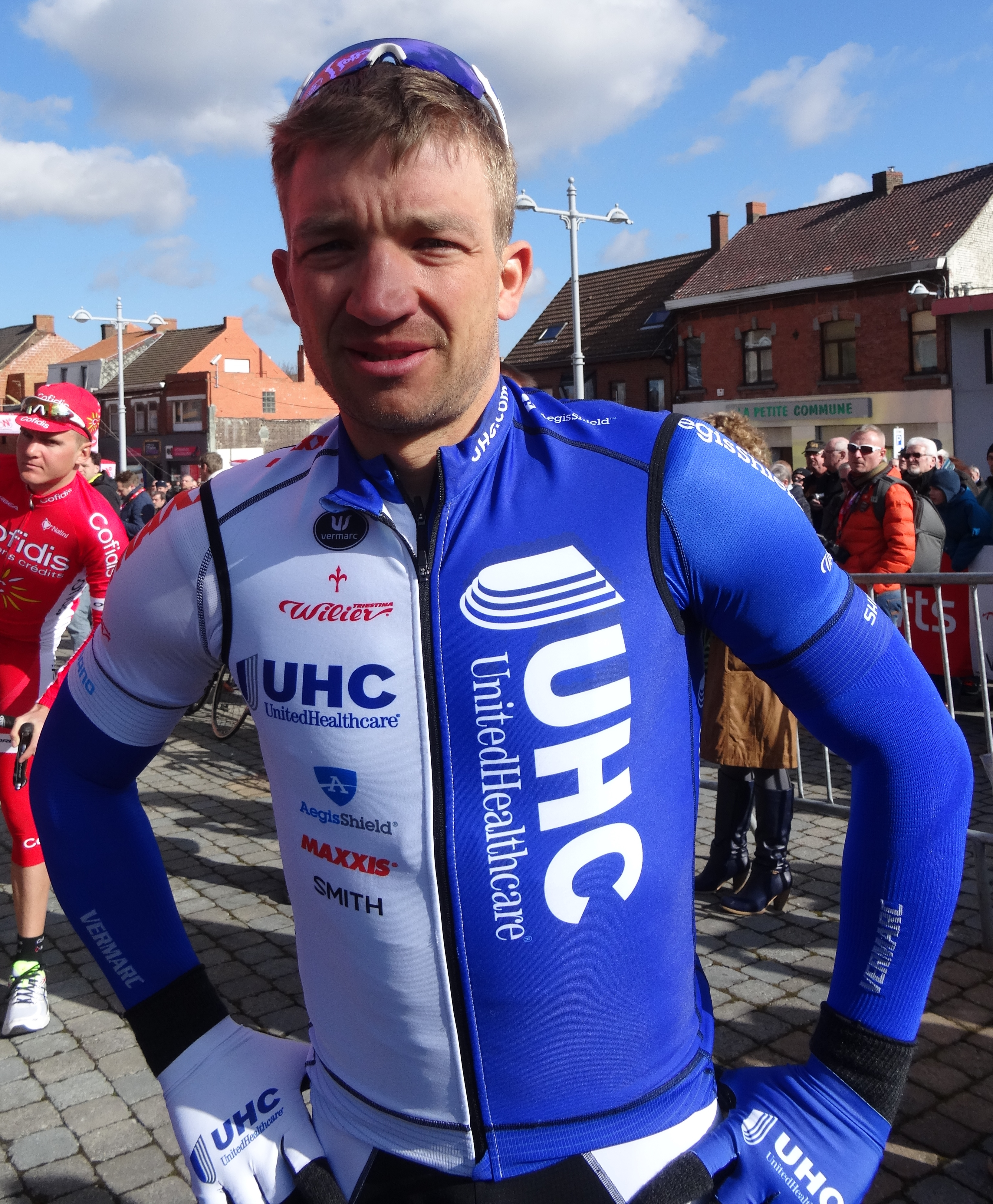
Robert Förster, 2015

Robert Förster (27 de janeiro de 1978, Markkleeberg) é um ciclista profissional alemão. 